# パオパオチャンネル
『パオパオチャンネル』 (Pao-Pao Channel) は、テレビ朝日ほかで放送されていたバラエティ番組である。製作局のテレビ朝日では1987年10月19日から1989年9月29日まで放送。

## 概要
番組の仮タイトルは「イブニング・ワイド」
月曜から金曜の帯で放送されていた夕方の子供向け番組。テレビ朝日は従来18時台に放送していた夕方のニュース番組『ANNニュースレーダー』を1987年10月から19時台に移して『ニュースシャトル』とし、空白となった18時台で本番組の放送を開始した。
番組は、曜日ごとに異なるレギュラー陣、異なるテーマで放送。ダチョウ倶楽部や森口博子、井森美幸やウッチャンナンチャンなど、後にブレイクしたタレントが出演していた。公開形式の番組で、テレビ朝日アーク放送センターのスタジオから生放送されていた。中期までは、火曜のみアーク放送センター地下1階にあった番組スタッフルームからの生放送を行っていたが、これは末期に廃止された。番組中盤には、本番組放送開始前まで単独番組であった『藤子不二雄劇場』をアニメコーナーとして、そして1989年4月に本番組から独立する『ピッカピカ音楽館』を歌のコーナーとして放送していた。
1989年1月5日・6日の17時30分 - 18時30分には、各曜日のレギュラー陣が参戦するゲーム企画『パオパオチャンネル新春特大号 曜日対抗新春大運動会』を正月特番として放送した。なお、翌7日に昭和天皇が崩御し、8日に昭和から平成への改元が行われたため、昭和64年に放送された回は結果的にこの正月特番の2回分のみとなった。

## 放送時間
いずれも日本標準時。

### パオパオチャンネル
- 月曜 - 金曜 18:00 - 18:50 （1987年10月19日 - 1989年3月） - 19時から巨人戦中継や特番がある日には18時30分までの放送[3]。日本シリーズの開催日には放送休止。
- 月曜 - 金曜 17:00 - 17:50 （1989年4月 - 1989年9月29日）

### ピッカピカ音楽館
- 月曜 - 金曜 18:50 - 19:00 （1989年4月 - 1990年3月） - 『パオパオチャンネル』から独立。1989年3月以前には『パオパオチャンネル』内で放送。内包時代の作品を含め、地方局への番組販売用に5分版も用意されていた。

## 地方局での扱い
当時この時間帯にはニュース番組が定着していたことから、系列局の多くは『ピッカピカ音楽館』（5分間のミニ番組扱い）を除きネットせず、その分ローカルニュースの拡充を行った。（例：名古屋テレビ『Nagoya TV ニュース広場』、朝日放送『ニュースウェーブABC』、広島ホームテレビ『ニュースファイルHOME』など）。北海道テレビ放送は、当初は『ピッカピカ音楽館』の時間帯に『ニュースロータリー』を放送していたことから同コーナーもネットしていなかった。そのため後述の「ヤーレンソーラン北海道」は、地元北海道を題材とした楽曲でありながら同局では当初放送されなかった（『ピッカピカ音楽館』単独のミニ番組扱いでの遅れネットの有無は不明）。
18時台に放送されていた当時は、静岡朝日テレビ（当時は静岡県民放送）が全編通し、テレビ信州（当時は日本テレビ系・テレビ朝日系クロスネット局）が、ローカルニュース番組放送のため、18:25までの途中飛び降りという形で同時ネットするのみであったが、平成元年春改編に伴う17時台への移動をもって、静岡及び長野でのネットは打ち切られ、以後番組終了まで（基本的に）関東ローカル番組として放送された。

## アイキャッチ
月曜から木曜には番組オープニングテーマのサビ部分を、金曜には共演アイドルの持ち歌のサビ部分をアイキャッチにしていた。公開生放送のため、ほぼ毎回アイキャッチの音楽に合わせて観客の手拍子が入っていた。

## 出演者
- 月曜日

まるむし商店、ダチョウ倶楽部 → 関根勤、田中律子、ルー大柴
- 火曜日

所ジョージ、松本南美 （番組上の変名「茶柱久美子」で出演。クレジットでは松本南美となっている）→ 1989年以降の追加アシスタント「フロリダ・オレンジ娘」（ちはる、大原麻琴、咲浜小百合）
- 水曜日

高田純次、吉沢秋絵（ - 1989年3月）→ 高田純次、細川直美（1989年4月 - ）、江口ともみ
- 木曜日

大竹まこと、ビシバシステム、中村有志（アシスタント「大竹ラボジーズ」…井森美幸、森口博子、志村香、浅倉亜季→井森美幸、森口博子、中村綾、増田未亜、茅野佐智恵、三野輪有紀）
- 金曜日

BaBe、ウッチャンナンチャン → ウッチャンナンチャン、劇団SHA・LA・LA（出川哲朗主宰）、千葉美加、五味岡たまき（ - 1988.10）。BaBe降板後つなぎ役としてダンプ松本と大森ゆかり（桃色豚豚（ピンクトントン））が数週間に渡り出演したことがある。

### マスコットキャラクター
ジム・アーレー君
黄色のダンベルを模したキャラクター。
タイタイ君
目玉が飛び出る、ピンク色の鯛のキャラクター。
ワジラ君
茶色のワニのキャラクター。当初は名前が無く、「名前募集中」という札を下げていた。

### その他
「ピッカピカ音楽館」独立後に出演したキャラなどを紹介。
プックンブー
サングラスをかけたアヒルをモチーフにしたキャラクター。「ピッカピカ音楽館」のメインキャラで、コーナー時代にはオープニング・エンディングをはじめ、一部の曲の映像にもアニメで登場していた。「ピッカピカ音楽館」が独立番組となってからは、着ぐるみ人形でレギュラー出演していた。
北野大地
民謡歌手風のウシをモチーフにしたキャラクター。大ヒット曲「ヤーレンソーラン北海道」にアニメで登場し、独立後に着ぐるみ人形でレギュラー出演した。なお、「いちねんせいリッパ節」「マンボオッペケペ」「メンソーレおきなわ」の映像にも、似たウシのキャラクターが登場する。
1989年11月には、彼を主人公にしたPCエンジン用ゲームソフト『大地くんクライシス DO NATURAL』が発売された。
Ya&Ya CLUB ポチ組
後期にレギュラー出演していた少女5人組のアイドルグループで、唯一の人間レギュラー。曲紹介などの進行のほか、「あたしだってアイドルしたい」といった持ち歌も番組で披露した。

## アニメコーナー

### 藤子不二雄劇場
この時間帯の藤子アニメは、原則過去のエピソードの再放送を行なっていたが、金曜日の『忍者ハットリくん』のみ1987年12月25日放送分までは新作を放送していた。
また初期においては、最後に「このあと6じ50ぷんから○○○○○（番組名）がはじまるよ」とテロップを表示し、次のアニメ番組の告知を流していた。
- 月曜日 ドラえもん（再放送×2話） → プロゴルファー猿（再放送）
- 火曜日 パーマン（再放送）
- 水曜日 怪物くん（再放送） → ウルトラB（再放送）
- 木曜日 オバケのQ太郎（再放送）
- 金曜日 忍者ハットリくん（新作×2話） → 忍者ハットリくん（再放送×2話）

※ただし、プロ野球中継が19時から組まれている場合は休止となった。

### エルとプルー
藤子アニメとは別に、1989年5月から月曜日だけ『エルとプルー』（原作：月岡貞夫、主題歌：パンプキン）というアニメが放送された。その終了後は、藤子アニメの再放送を金曜日の夕方前に数年間行っていた。その終了後しばらくの間、『エルとプルー』は土曜日の午前に独立して放送していた。

#### 放送リスト
| 回数  | 放送日         | サブタイトル                         |
| 第1期 | 第1期          | 第1期                                |
| ----- | -------------- | ------------------------------------ |
| 1     | 1989年 5月22日 | きのみがね/しろいおばけ              |
| 2     | 5月23日        | ふうせんパン/バケツのみず            |
| 3     | 5月24日        | せんたくもの/ペンキぬりたて          |
| 4     | 5月25日        | しずかに!!/ボールかくし              |
| 5     | 5月26日        | さかのぼり/ふうせん                  |
| 6     | 6月26日        | きをうえたこ/マジックハンド          |
| 7     | 5月30日        | こわくないよ/かみぶくろパン!         |
| 8     | 5月31日        | ふうせんとって!/メールだよ           |
| 9     | 6月1日         | ブラッシング/シュートだよ            |
| 10    | 6月2日         | みずまき/ボールがとれない            |
| 11    | 6月5日         | おちばたき/ホースふんぢゃった        |
| 12    | 6月6日         | なわひいたら/ペンキがおちた          |
| 13    | 6月7日         | そうじき/つりのえさ                  |
| 14    | 6月8日         | ガラスふき/クツかえして              |
| 15    | 6月9日         | おみまい/みずたまり                  |
| 16    | 6月12日        | べろべろばあ/はこのくるま            |
| 17    | 6月13日        | ゼンマイカー/らくがき                |
| 18    | 6月14日        | さかみちゴロゴロ/カウボーイ          |
| 19    | 6月15日        | おとしもの/カサがぬけない            |
| 20    | 6月19日        | ことりにパンを/あかいカエル          |
| 21    | 6月20日        | ペロペロキャンディ/おとしあな        |
| 22    | 6月21日        | かぜかな?/おちばはき                 |
| 23    | 6月22日        | ボーシのおうち/ポリバケツ            |
| 24    | 6月27日        | くしゃみ/カメ                        |
| 25    | 6月29日        | おろして!/しかけ                     |
| 26    | -              | ペンキぬり/パウダー                  |
| 27    | -              | アップダウンチェア/ボンド            |
| 28    | -              | カサがひらかないよ/くしゃみ          |
| 29    | -              | カラーペン/くしゃみ                  |
| 30    | -              | しばかりき/ビニールプール            |
| 31    | -              | さかながにげた/すなにうまっちゃった  |
| 32    | -              | オレンジロード/びっくりばこ          |
| 33    | -              | ボーシがとんだ/ゴムヒモとび          |
| 34    | -              | たりないホース/しっぽ                |
| 35    | -              | かごのとり/すなのいす                |
| 36    | -              | はさみ/ピーナッツ                    |
| 37    | -              | しゃぼんだま/ごはんですよ            |
| 38    | -              | コップのミルク/みずのみば            |
| 39    | -              | シトロン/ホネはどこ?                 |
| 40    | -              | ボールのあな/ヘルメット              |
| 41    | -              | ポスターはり/ブーメラン              |
| 42    | -              | はなのプレゼント/ねこにくびわ        |
| 43    | -              | はなみず/ピアノ                      |
| 44    | -              | はんばいき/マンホール                |
| 45    | -              | てつぼう/かみぶくろ                  |
| 46    | -              | たまねぎ/ボールはどこ?               |
| 47    | -              | おおきいの ちいさいの/はしごをはずす |
| 48    | -              | わたしにまかせて/だいしゃはどこへ    |
| 49    | -              | トイレットペーパー/さかなもびっくり  |
| 50    | 11月25日       | ぶらんこ/リモコンスイッチ            |

## ピッカピカ音楽館
スポンサーは小学館（静岡を除く）で、タイトルの「ピッカピカ」は同社の学習雑誌『小学一年生』のキャッチコピー「ピッカピカの一年生」に由来、オープニングテーマも同CMで歌っていたクニ河内が担当した。
当コーナーからは数々のヒット曲が生まれ、中でも「ヤーレンソーラン北海道」は30万枚の売り上げを記録し、北海道弁の歌詞のフレーズ「うっそでない」が流行した。
「いちねんせいリッパ節」から「恐竜組」名義の作詞が増えるが、この「恐竜組」とは、小学館社員有志が参加した作詞ネームの事。
1988年10月21日には当コーナーから生まれた曲をまとめたベスト盤『ピッカピカ音楽館ベストヒット』が、同年11月21日には6曲入りミニアルバム『ヤーレンソーラン北海道』が発売された。その他、ビデオソフト（VHS）『ピッカピカ音楽館』（発売：小学館ビデオ、販売：ビクター）に収録されて発売された楽曲もある。
なお、『ニュースシャトル』移動後はパオパオ本体から切り離され、18:50から10分間の独立した番組となった。
シングル化された楽曲
- ヤーレンソーラン北海道（作詞:岸田るみ子　作曲・編曲・歌:赤坂東児） - 番組最大のヒット曲であり、北海道の酪農をテーマにしている。（ただし撮影ロケ地は千葉県のマザー牧場）1988年3月1日からは、本番組と同じテレビ朝日のワイドショー番組『モーニングショー』でも取り上げられた[14]イントロはグリーグの「朝」。フルコーラスでは3番まであり、1番では牛乳、2番ではバター、そして3番ではヨーグルトを扱っている。放送では2番までであるが、場合によって本来の2番または3番のどちらか一方が流れた[15]。映像は牧場の牛の場面と、加工工場の場面（雪印乳業[16]）に分けられている。1988年4月8日には、テレビ朝日の音楽番組『ミュージックステーション』に赤坂が出演して「ヤーレンソーラン北海道」を歌唱した。安西正弘（日本コロムビア版カバー）、MoJo（東芝EMIの『おたんじょうびおめでとう おべんとうばこのうた〜ヤーレンソーラン北海道』収録）のほか、モーモー・ディスコ隊に「ヤーレンソーラン北海道まつり篇（ディスコ・バージョン）」、We Weに「ヤーレンソーラン北海道（ギャルバージョン）」（シングル「酔っぱらいキライ!」のB面）としてカバーされた。
- ひとりでオシッコ（歌:れいち　作詞･作曲:くらっぷ（吉田美智子）／編曲:神林早人）- パオパオチャンネル初回に放送。『加トちゃんケンちゃんごきげんテレビ』の「おもしろビデオコーナー」でも、1988年秋の特番で番組側編集版の公開時にBGMとして使用されていた。「ヤーレンソーラン北海道」のシングル盤B面に収録。
- 火つけ気つけ火の用心（歌:天沼デン助　作詞･作曲:長沢ヒロ／編曲:長沢ヒロ、赤坂東児） - 火の歴史と警告。歌詞は2番まで。
- ねこのひげ（歌:DE:RAH（笠松美樹）　作詞:森田由美／作曲･編曲：DE:RAH） - 「火つけ気つけ火の用心」のシングル盤B面に収録。後に『おかあさんといっしょ』で歌われた同名曲とは異なる。
- ピッカピカウォッシュ（歌:三橋美香：別名、三橋美香子[17] 　作詞:岸田るみ子／作曲:仙波清彦／編曲:久米大作 ) - お風呂での身体の洗い方をテーマにした曲で、沖縄民謡風の曲調。映像では『ピッカピカ音楽館』のプックンブーの他、全裸の子供達が多数出演していた。撮影は、熱川温泉にあるホテルカターラ福島屋で行われた。歌詞は3番まで。
- 元気でドラゴン（西尾芳彦） - 『コロコロコミック』のマスコットキャラ「コロドラゴン」をフィーチャーした、応援ソング。「ピッカピカウォッシュ」のシングル盤B面に収録。
- ドラえもんのおまじない〜ナルケマ レバンガ カピカッピ（歌:日下部まき　作詞:藤子･F･不二雄／作曲･編曲:松原幸広） - タイトルは「負けるな」「頑張れ」「ピッカピカ」を逆さ読みしたものであり、作詞を『ドラえもん』原作者の藤子・F・不二雄が担当した。歌詞は4番まであり、初期は3番まで使用されたが、末期は3番に代わって4番を使用、映像も変更された。映像にはドラえもん・野比のび太（大人・子どもの両方で）・野比ノビスケが登場。また実写版も存在した[18]。シングルレコードのジャケット表面にはドラえもん・野比のび太・源静香のイラストが使われている。
- どえらいもんだね夢気球（歌:MoJo　作詞:青木研次／作曲:伊藤薫／編曲:斎藤和彦） - 映像でドラえもん熱気球を使用。「ナルケマ レバンガ カピカッピ」のシングル盤B面に収録。なお「ピッカピカ」のシングルは原則としてビクターからだが、「ナルケマ～」・「～夢気球」のシングルは、「『ドラえもん』のアイテムは全て日本コロムビア」という暗黙の了解があったため、日本コロムビアから発売された[19]。
- いちねんせいリッパ節（もんちゃん＆あっちゃん 作詞:斎藤春樹、恐竜組／作曲･編曲:関谷英子） - 始めて「恐竜組」がクレジット。歌詞は3番まである。カセットシングルで発売。
- 勝負!イモくらべ（歌:おとぼけキャッツ　作詞:岸田るみ子／作曲･編曲:岡井大二） - ジャガイモとサツマイモの比較。それぞれの産地である北海道と鹿児島の方言も交えた歌詞。「いちねんせいリッパ節」のカセットシングルに収録。
- ひとさしゆびでわすれない（河奈みその） - 「指差し確認」の歌。「いちねんせいリッパ節」のカセットシングルに収録。
- うわさのぎょーてんおじさん（歌:赤坂東児、おとぼけキャッツ、杉並児童合唱団　作詞:恐竜組／作曲･編曲:赤坂東児） - 様々な妖怪が登場。何故か忍者も登場。本作以後、CDシングルで発売。
- きょうりゅうデート（歌:桑田靖子、ザ・ブレッスン・フォー　作詞:恐竜組／作曲:明石英記／編曲:野口久和） - 曜日毎にいろんな恐竜とデートする。月曜日=ステゴサウルス、火曜日=ティラノサウルス、水曜日=ブロントサウルス、木曜日=プテラノドン、金曜日=オルニトミムス、土曜日=ブラキオサウルスで、日曜日には全種まとめる。「うわさのぎょーてんおじさん」のシングル盤B面に収録。
- あたしだってアイドルしたい（Ya&Ya CLUB ポチ組 作詞：恐竜組／作曲・編曲：西島正巳） - 曲中の歌詞で当時の人気女性アイドルが多数歌われる。
- ぷするんしゅわあ（竹田えり） - 四季折々の風物と情景。「あたしだってアイドルしたい」のシングル盤B面に収録。

1988年発売のアルバム『ピッカピカ音楽館ベストヒット』に収録された楽曲
- 6色えのぐの大かつやく（のこいのこ） - 曲の旋律がトロイ・ドナヒューの楽曲「恋のパームスプリングス」に似ている。6色とは、赤・青・緑・黄色・白・黒のこと。緑は一度も歌詞に使用されていないが、画面ではすみれの絵で葉の色に使用されている。
- チョコレート・ドリーム（やの雪）
- とうちゃんがんばる（池田勝美） - 魚を扱う職業に従事する父親たちの、息子へ宛てたメッセージ・ソング。
- いつ？どこで？だれが？（おおたか静流） - 5W1Hの整理。
- ハンバーグソング（ヒデ・夕樹） - 横浜の山下公園でロケーション。
- ジャンピン ジャンプ（MoJo）
- シャワワ新幹線（関谷晃子＆六本木トランスフォー） - JR東海が撮影協力。
- アレレのトイレ（大和田りつこ） - トイレ使用時の「やりっぱなし」を戒める内容。
- ほじょりんグッバイ（古田喜昭）
- すきだからあだな（MIKI）

その他（未発売の楽曲を含む）
- まさかのさかな（クニ河内） - 曲中でテッポウウオ・オオカミウオ・ハリセンボン・リーフフィッシュ・ヨウジウオを紹介。
- 歌ができるまでの歌（歌:植村ありひろ　作詞:岸田るみ子、岡井大二／作曲:岡井大二／編曲:赤坂東児、岡井大二） - 歌詞に旋律と伴奏を付加する過程。
- わすれないで（MIYOKO） - 忘れ物になりやすい物を擬人化して、その訴えを歌詞にしたような内容。
- パスタのパ（小室和之）
- そんな地球をかんがえた（兼崎順一） - 古代の地球の表現。歌詞は3番まである。
- 7色のプレゼント（スザンヌ） - 「元気でドラゴン」と同じく、元ゴダイゴのタケカワユキヒデが作曲を担当した。マンハッタンを舞台とする虹の歌。
- さいしょはダイズ（おしたりあつこ） - 大豆の加工3態。
- あいしてる（キー坊キシ太） - 恋愛感情の具象化表現。
- ホネホネ ポップ（藤原正紀）
- ニャンてワンだふる（中山圭以子、中村貴之） - 犬や猫の感情表現。
- オナラざます（伊集加代子） - どんな食べ物を食べたらどのような屁が出るかについてを、有閑マダム風の女性が教える歌。
- ドアが ひらかない（岩男潤子、水川忠良）
- マンボ!オッペケペ（歌:天沼デン助　作詞:恐竜組、池永康記／作曲･編曲:杉村雅祥） - 四字熟語のオンパレード。
- しまっていこうぜ（牧野三朗） - 一見応援歌。実は島の歌。
- ハロー!えいご（テッド・M・ギブソン） - 『ピッカピカ音楽館』のマスコットキャラクターのプックンブーが出演。様々な英語の単語ならびに用法を紹介。歌詞は3番まである。
- お化粧ぷんぷん11分（TARAKO） - お化粧をする女性（ママ役）として、木内みどりが登場。
- おじゃましますさかなたち（ラジ） - 人間と魚の体の違いについての歌。
- おしゃべりロード（歌:佐藤満　作詞:岸田るみ子／作曲･編曲:三国義貴） - 道路標示の紹介。
- なんでも記念日（野口洋太郎、沼倉牧） - 特技での成功を記念の内容としている。
- そっくりびっくり安全太郎（関谷晃子） - 道路工事現場での通行車誘導装置についての歌。
- まいごになっても…（BOO-2）
- ごめんなさいがなかったら（新倉よしみ） - 「謝り」がテーマ。
- 月はともだち（古田喜昭） - 逆上がりの練習と月の満ちを平行させたバラード。
- ジャンボジェットランディング（市之瀬洋一） - 日本航空が撮影協力。ジャンボジェットの着陸について。離陸について歌う「ジャンボジェットテイクオフ（MoJo）」もある。
- アイツにぞっこん（Ya&Ya CLUB ポチ組） - 原宿で一部ロケーション。番組最終回でも「あたしだってアイドルしたい」等とともに、メドレーに組み込まれ放送された。
- うらら（やの雪） - 春うららの情景。
- 銀河のきっぷ（権田委子） - 銀河鉄道をイメージした歌。
- ゴロピカサンバ（木元通子） - 映像に雷の子供、ゴロちゃん(男の子)とピカちゃん(女の子)が登場。
- オー・バンバ・ムーチョ（大和悠、アディオス兄弟） - 映像はとある雌の野良猫の生活を描いた物。
- 平成ジャパニーズ小学生（工藤崇） - ゲーム風の曲。
- ずもずもロック（チナ・スミス） - 相撲の歌。ロケ地に浅草の浅草寺を使用。
- てんこうせいのうた（加藤健）
- ひょっとしてカゼかいな（池田勝美）
- おめでとう おめでとう（サウンドクリエーション） - 小学校入学式と演奏会での祝福と感謝。
- スシネタいっちょう!（池田勝美）
- しまりす（MIYOKO） - シマリスの生態について。
- ばびょーんハウス（ドクタートミー＆キミー = Dr.Tommy＆佐藤公彦）
- チャッカリヤドカリ（まこと&オシャマンベキャッツ） - ヤドカリの生態（主に背負う貝殻の交換）について。
- きみが生まれた朝（新井昭乃）
- メンソレータムおきなわ（津覇ちなつ、りんけんBAND）
- オイラヘソだ!（てんちゆみ） - ヘソの詳細を歌い、最後は「ヘーソー」（へえ、そう）とだじゃれで締める。
- ソックリことばでんがな（ゆみこ&ムッシュ・オミナシオン） - 大阪夫婦漫才&マンボで同音異義語を紹介。

### 特番
1988年5月5日に、「ピッカピカ音楽館」の特番が放送され、ウッチャンナンチャン司会で当時流行歌のランキング番組として放送されていた『ザ・ベストテン』の要領でピッカピカ音楽館で実際に放送された作品のベストテンを紹介した。第1位は「ヤーレンソーラン北海道」であり、得票数は第2位とは大差をつけていた。

## 主な企画

### 月曜日
月曜日の企画は家族参加傾向のものが多く、親子で出場する企画が多く行われていた。
ダチョウ倶楽部のプロレス天気予報
ダチョウ倶楽部のメンバーがプロレスで明日の天気を決めるというコーナー。脱退前の南部虎弾も出演。テーマ曲は「手のひらを太陽に」。
肥後克広が太陽をかたどったコスチュームの「サンシャイン太陽」、寺門ジモンが水滴をかたどったコスチュームの「レインドロップ雨」、上島竜兵が雲をかたどったコスチュームの「くもりだブッチャー」として出演。
試合中関東地方（静岡含む）の実際の翌日の天気が字幕表記された。
セキネ大使
2代目司会の関根勤がマグマ大使のパロディーで登場。田中律子がリコーダーを吹いて呼び出すという設定で、子供の悩みを解決していた。
ママは大食い!

### 火曜日
火曜日の企画は所のトークを中心としたものが多く、視聴者の手紙による質問を所が答えていた。また初期はテレ朝アーク放送センターの地下1階にあった番組スタッフルームをスタジオとしていたため、ラジオ番組的な雰囲気があった。後期は普通のスタジオで放送していたが、毎回屋台や出店を並べ、さながら夏祭りのような雰囲気で放送されていた。出店の中には、所のタレントショップも含まれている。
よい子の展覧会
視聴者投稿の絵画を紹介、司会の所が審査をしていた。
テレビ宝くじ
視聴者が任意の3桁の数字を書き応募。当選景品はPCエンジンを初めとする当時流行のゲーム機器などであった。当選番号が複数ある場合、所の裁量で決定した。当選番号が該当無しの場合、景品は繰り越しとなり次週は複数の景品が獲得出来た。
抽選の際にティンパニを叩いて（奏者はティンパニおじさんと言われていた）臨場感を上げていたが、前週に該当無しの場合楽器が増えていき、最大6名となったことがある（例：ハープおばさん等）。
パオパオ7
ドッジボールの勝ち抜き戦で、視聴者参加チームと対戦していった。所ジョージは、このコーナーを運営する団体として「ニドボッキ」（日本ドッジボール協会をもじった？）などの言葉を多用していた。
熱血パン取りマッチ
幼稚園男児による対決でボクサーパンツの上に短パンを履き、短パンをはぎ取るコーナー。
ジャガー
だまってジャガーについてこい!
出前ジャガー
ま、いいってことよオヤジ
見知らぬ通行人に突然金銭を手渡し、相手の反応を見るドッキリロケ企画。相手が返そうとすると「いいってことよ！」と言ってそのまま立ち去る。テーマ音楽は植木等の「いろいろ節」の替え歌。
勝ち抜き5じゃんけん
視聴者参加型のゲームで、両手、足、頭、口でグー・チョキ・パーを出し、差分で勝敗を決め、勝ち抜くコーナー。｢最初はグー｣でなく｢最初はパー｣で始めるのがお決まりだった｡5か所全ての部分で勝つと、所の家のタンスの奥にあった服が貰えるルールもあった｡参加者にはもれなく所がデザインしたテレホンカードが貰えた｡
消しゴムのカスや缶ジュースのプルトップを集める企画
その場運動会
幼稚園児が3人1組で「その場綱引き」等の競技で争うコーナー。勝つ度にトイカード1万円分が貰えた。

### 水曜日
水曜日の企画は比較的青年向けの企画が多く、参加対象も高校生以上対象のものが目立っていた。また公開録画閲覧資格は13歳 - 22歳の女性に限定されていた。
ポンポンマッチショー
視聴者参加（参加者は男性に限定されていた。）の一発芸を行い、公開録画で観覧している女性から芸次第でカラーボールを投げつけるコーナー。
クイズ100万人の子供
視聴者小学生参加のクイズで一般常識等の問題が出題された。
学校対抗牛乳早飲み選手権
視聴者高校生参加のコーナーで、3人1組で学校の制服を着て出場。3人が牛乳一気のみを先に出来た方が勝利であった。まず1回戦の始めに高田が「よーい、ピと言ったら飲むんだぞ!!」とフェイントをかけるのがお約束だった。
ニュース
高田（権田川秀麻呂）と吉沢（三井ハツ）が別名のキャスターを名乗り、パオパオに関するエピソードを紹介した。

### 木曜日
木曜日の企画は理科の実験が中心で、教養番組の性格が強かった。途中からは視聴者からの質問に対しての実験も行われた。
Dr.大竹ラボ
司会の大竹が化学や物理（内容は中学・高校レベル）についての実験を実際に行っていた。その後、その日のテーマをもとにした替え歌が披露された。
井森美幸のクネクネ相談室
上記「大竹ラボ」のスピンオフコーナー。視聴者からの科学に関する質問に答えていた。井森の「クネクネクネ〜」という、ゆるーいダンスに大竹が突っ込むのがお決まりだった。
すすめ！くろたまくん
黒い玉の塊「くろたまくん」（演：中村有志）が町中で起こす珍騒動を描くロケ企画。

### 金曜日
金曜日の企画はスポーツをテーマとしたものが多く、公開録画の観覧者席も競技場をアレンジしたものであった。1988年4月 - 10月頃までウッチャンナンチャンはオープニングから当コーナー終了まで様々なコスチュームで出演していた。初代コスチュームの牛は「ヤーレンソーラン北海道」のヒットにちなんだものである。
勝ち抜きアメフトかるた
視聴者参加型のゲーム。当時の流行歌の歌手の写真が並べられ、イントロが流れたら当該の歌手の写真をアメフトの要領で取り、裏面の点数を競うコーナー。得点の多いチームが勝利。特別企画として歌手の写真に代えて寿司の模倣物を並べ、寿司ネタを言ったらそれを取るという回もあった。
ドラえもん博士大賞/ドラえもん博士クイズ
視聴者参加型のクイズ。ドラえもんに関するクイズを勝ち抜き方式で競う。3回開催された。
ただしその問題には、かなりの珍問（方倉陽二著の『ドラえもん百科』のみに掲載されて漫画には載っていない、公式ではないと思われる設定等）や、明らかな誤答（正答を答えたにも関わらず失格になった出場者がいる）や、解答となり得る答えが複数あるのに解答を一つだけに設定したもの（他の解答を言って失格になった出場者がいる）、原作と映画で微妙に台詞を変更した部分から出題し、映画版の台詞を正解としていたのみならず、その映画（『のび太の日本誕生』）はまだ収録時点では公開前だったため、関係者以外には解答不可能な問題（そのため解答者は原作の台詞を答え、全員不正解となった）などがあり、製作体制にはかなりの問題があった。
のちにレギュラー化され、「ドラえもん博士クイズ」としてドラえもんに関しての様々な問題が出題された。また司会のウッチャンナンチャンも解答者として活躍した。
ちなみに金曜日のため、次の18:50から（当時）のアニメは『ドラえもん』だった。
ぶら下がり健康クイズ
視聴者小学生参加の学校対抗コーナー。3人1組で学校指定の体操着着用（それとは別に下の名を書いたゼッケンを取り付けていた）でぶら下がり健康器にぶら下がってウッチャンナンチャンが問題を出題、ヒントから答えを導き出していた。1問正解に付き10点。ただし、ぶら下がり健康器から落ちてしまったら20点減点された上に解答権は無くなる。
靴下脱がしレスリング
特設のリング上で靴下を脱がしあうコーナー。
床泳ぎ選手権
視聴者参加型のレース。男子4人1組で、プールを模倣した床をあたかも泳ぐようにしてリレー形式に競い合うコーナー。実況は松苗慎一郎（当時テレビ朝日アナウンサー）が務めた。4コース対抗で、視聴者から毎回勝利チームの予想を公募していた。海パンの色は第1コースが赤、第2コースが黄色、第3コースが緑、第4コースがピンクであった。
モスラはみんな生きている
視聴者参加型のレース。前述の床泳ぎ選手権の後継コーナーで3人1組で第1走者は玉子、第2走者は幼虫、アンカーはモスラのコスチュームでレースを行い玉子と幼虫は床泳ぎの要領でリレーを行った。難易度的に見ると玉子は殻を背負いながら進んでいったので玉子が最も難易度が高かった。前述「プロレス天気予報」と当コーナーは冒頭に「ぼくらはみんな生きている」がBGMで流れていたが、当コーナーは途中でBGMが「モスラのテーマ」に変更した。途中数回、司会の内村（玉子）、南原（幼虫）として参加したりゲストが参加したことがある（何れも第1コースで2・3コースは視聴者参加のチームであった）。キャラクターの色は第1コースがピンク、第2コースが水色、第3コースがオレンジ色であったが、途中から第1コースと第3コースの色がトレードされている。
どんぶり神経衰弱
卓上に16個並べられた同じ柄のどんぶりの中身を当てるコーナー。
パオパオ激論コーナー子供まで生テレビ
劇団SHA-LA-LAが演じるコントをテーマに、視聴者小学生達が討論を交わすコーナー。コーナー司会に安達祐実が出演していた。

### 曜日不明
コーナー名不明
視聴者小学生参加の学校対抗コーナー。5人1組で知力や体力などいろんな特技のジャンルで各校代表の1名が出場して、一対一の対決を5回行う。中には体力もので、裸に廻しという相撲取りの格好をした男子 対 白無地の襟付半袖体操服に濃紺無地のブルマー、白のハイソックスに運動靴の格好をした女子でスクワット対決する競技も行われたこともある。

## スタッフ
- 構成：鶴間政行（月）、加藤芳一（木）、植竹公和（金）
- ディレクター：杉村全陽（火）、青山幸光（木）、河野勝（金）
- プロデューサー：湧口義輝、斉藤由雄
- 制作：皇達也
- 制作著作：テレビ朝日

## ハプニング
当番組は生放送であるが故、ハプニングも度々発生していた。
後述の緊急ニュースに伴う突発的な企画の変更が発生したほか、プロ野球中継を19時から控えているため30分の短縮版で放送するはずであったところを雨天で中継予定の試合が中止となり急遽通常の50分放送に変更したことが数回発生している。
また、大竹まことがヘリウムガスを吸いすぎて倒れる、演出として使用したドライアイスの煙（二酸化炭素）がスタジオに高濃度で充満し出演者が倒れる、木曜の実験コーナーで卵を誤って落下させる、井森美幸がおしべとめしべを言い間違える。（この後、苦情の電話が殺到したという。）金曜の「ぶら下がり健康クイズ」で先攻を決めるじゃんけんで、あいこが続きなかなか決まらない、「モスラはみんな生きている」でスタートで使うガンの弾がセットされていないため、内村のかけ声「ヨーイ、パーン」でスタートしたことなど、大小様々なハプニングや軽微なトラブルも発生していた。

## 夕方帯番組の大型改編と番組との競合
当番組とニュースシャトル放送開始に先立つ番組枠確保のため、多くの番組が時間変更や放送打ち切りとなる事態が発生した。類似の18時 - 19時台における『NHKニュース7』を意識した大型改編は不定期に模索され、1992年にTBS系列で『ムーブ』、2009年に日本テレビ系列で『SUPER SURPRISE』（当初は『サプライズ』）が、当番組と同じように曜日毎に司会を分担させて異なるテーマの番組を扱い、『ニュースシャトル』を踏襲するようにTBS系列で『総力報道!THE NEWS』の放送を開始させたものの、いずれの場合も視聴習慣の定着に失敗し、撤退を余儀なくされる現象が発生している。
番組のジャンル別には下記のような出来事もあった。
報道番組
テレビ朝日では重大事件・事故が発生した場合は18時から20時までの2時間枠を『ニュースシャトル』に拡大する考えを持っていたため、実際に番組を途中で打ち切り、それ以後を報道特別番組に急遽変更するなどしたケースが複数あった。
なお、関東地区では番組直前の17:55からミニニュースを、同時ネットだった静岡地区では17:30 - 18:00でローカルニュースを編成していた。静岡地区はもともとこの時間帯がローカルニュース枠であったが、関東のそれは18時台に報道番組がなくなったことへの「自己フォロー編成」ととることができる。
重大事件・事故・スポーツ関連での内容変更、放送休止の事例
- 1988年3月の上海列車事故発生時、邦人修学旅行団体が乗車していたため放送を短縮、『ニュースシャトル』を拡大版に変更、当該日に放送予定であった第1回ドラえもん博士大賞は翌週に延期された。
- 1988年10月19日に川崎球場で行われた、プロ野球・ロッテ対近鉄ダブルヘッダー（いわゆる10.19）の際には、番組内でダブルヘッダー第1試合の様子が同球場にいた大熊英司アナウンサーの電話リポートを交え随時中継された。なおこれにより、第1試合ゲームセットの瞬間が生中継された。なお、その後の第2試合は21:00からの『さすらい刑事旅情編』を急遽休止（当初は繰り下げ放送となる予定が結局飛ばされた）の上緊急生中継され[24]、22:00からの『ニュースステーション』の中で第2試合ゲームセットの瞬間まで放送された。
- 1988年秋に西武ライオンズがパ・リーグ優勝決定の際、急きょ優勝決定祝賀番組に差し替え、当該日の司会であるウッチャンナンチャンも祝賀番組に出演していた。
- 1988年秋以降昭和天皇の容体悪化により、番組枠の短縮が数回あった。短縮された枠には報道特別番組もしくはニュースシャトルが前倒しで充てられた。
- ほかに、新内閣発足直後の新大臣決定の速報に差し替えられたことがある。

子供向け番組
- 月-金曜18時台はテレビ東京で子供向け番組を多数放送していたため、当番組開始で子供を対象とした番組のライバル関係が発生した。